# Nevy-lès-Dole
Nevy-lès-Dole település Franciaországban, Jura megyében. Lakosainak száma 290 fő (2022. január 1.). Nevy-lès-Dole Parcey, La Loye, Rahon, Souvans és Villers-Robert községekkel határos.

## Népesség
A település népességének változása:
| Lakosok száma | 177  | 189  | 205  | 238  | 255  | 267  | 281  | 291  | 294  | 290  |
|               | 1968 | 1982 | 1990 | 2006 | 2013 | 2015 | 2017 | 2019 | 2020 | 2022 |